# George Street Bridge
Die George Street Bridge ist eine Straßenbrücke über den River Usk in Newport, Südwales. Sie war die erste Schrägseilbrücke in Großbritannien.
Die vierspurige George Street Bridge ist 288 m lang und überquert den River Usk im Zuge der George Street. Sie wird im Westen durch eine Hochstraße über den Usk Way bis zur nächsten Kreuzung verlängert.
Die Brücke hat eine Spannweite von 152 m über dem Fluss und von je 68 m in den beiden Nebenöffnungen. Ihre beiden Pylone bestehen jeweils aus zwei senkrechten, 52 m hohen Stahlbeton-Stielen, die nur unter dem Brückendeck durch einen Querriegel miteinander verbunden sind.
In jedem der Pylonstiele gibt es drei übereinander angeordnete Öffnungen, durch die jeweils ein doppeltes Schrägseil geführt wird. An den Außenseiten werden die Seile parallel zum Brückendeck gespannt, so dass sich optisch eine harfenförmige Abspannung mit je drei Schrägseilen ergibt. Über der Hauptöffnung wird jedes der Doppelseile aufgefächert, so dass von jeder  Öffnung in den Pylonstielen aus zwei Schrägseile mit unterschiedlichen Winkeln zu sechs Befestigungspunkten am Brückendeck gespannt sind. 
Das insgesamt 25,5 m breite Brückendeck besteht aus einem 20 m breiten und 1,5 m hohen, mehrzelligen Stahl-Hohlkasten, an dem seitlich 2,75 m weit auskragende Stahlplatten für die Gehwege angebracht sind.
Die Brücke wurde von Mott, Hay & Anderson (heute Mott MacDonald) zusammen mit dem örtlichen Büro von D.P. Cartwright geplant und in den Jahren 1962 bis 1964 gebaut. Am 4. April 1964 wurde sie offiziell eröffnet.